# شيرلي هوي
شيرلي هوي هي كبيرة الإداريين التنفيذيين كندية، ولدت في 1951.